# Roberto Omegna
Roberto Omegna (né le 28 mai 1876 à Turin et mort le 19 novembre 1948 à Turin) est un réalisateur, scénariste et directeur de la photographie italien actif durant la période du muet. Il fut un pionnier du film documentaire scientifique et de voyage.

## Biographie
Omegna vécut les premières années de sa vie en Sicile et en Calabre où son père travaillait comme géomètre. De retour à Turin avec ses parents vers 1890 il travailla comme photographe, dramaturge, miniaturiste et employé de banque.
En 1901 il abandonna son emploi à la banque pour se consacrer à sa passion, le cinéma, et créa quelques années plus tard une salle de cinéma. Ensuite il se rendit à Paris où il fit l'acquisition d'une caméra. En 1904 il tourna le premier documentaire connu du cinéma italien, intitulé La prima corsa automobilistica Susa Moncenisio (it) (La première course automobile entre Suse et Montcenis).
En 1906 il fut parmi les cofondateurs de la maison Ambrosio e C., qui deviendra Ambrosio Film, avec Arturo Ambrosio et Alfredo Gandolfi. Dès lors, il réalisa de nombreux films documentaires principalement scientifiques, naturalistes, comme La vita delle farfalle (it) (La vie des papillons, 1911) avec le soutien de son cousin Guido Gozzano, et des documentaires d’exploration couvrant l'Italie, l'Afrique, l'Amérique latine et l'Asie. Il réalisa deux courts métrages, fut directeur de la photographie pour les films Les Derniers Jours de Pompéi (1908) (Gli ultimi giorni di Pompei) et Ave Maria (1913), et scénariste des films La girondola di fuoco (1920) e Canaglia dorata (it) (1921).
À la suite de la cessation d'activité de l'Ambrosio Film en 1924 il devint directeur de la section scientifique de l'Istituto Luce, où il réalisa jusqu'en 1942 plus d'une centaine de films scientifiques et didactiques.

## Filmographie partielle

### Réalisateur
- La prima corsa automobilistica Susa Moncenisio (it) (1904)
- Manovre degli alpini a Colle Ranzola (1906)
- Il romanzo di un derelitto (1906)
- Avventura di un ubriaco (1906)
- Le cascate dell'Ignazù (1907)
- Dottor Isnardi: Amputazione (1907)
- Un viaggio al Chaco (1907)
- I centauri (1908)
- Caccia al leopardo (1908)
- La neuropatologia (1908)
- Usi e costumi abissini (1909)
- I nostri ascari (1909)
- Funerale abissino (1909)
- Disastro di Reggio e Messina (1909)
- Da Massaua a Keren (1909)
- Come si viaggia in Africa (1909)
- A Massaua (1909)
- Matrimonio abissino (1909)
- Lo schiavo di Cartagine (1910), coréalisé avec Luigi Maggi et Arturo Ambrosio (non crédité)
- Esposizione di Torino: Il padiglione russo (1911)
- Esposizione di Torino: Il padiglione FIAT (1911)
- Esposizione di Torino: Il padiglione argentino (1911)
- Esposizione di Torino: Come natura ricama (Esposizione di Torino sotto la neve) (1911)
- Funerali cinesi (1911)
- Usi e costumi cinesi (1911)
- L'arrivo del Duca di Braunschweig a Shanghai (1911)
- Shanghai (1911)
- L'eruzione dell'Etna del 18 settembre (1911)
- La vita delle api (1911)
- La vita delle farfalle (it) (1911)
- La città del sogno (1912)
- Fabbrica di ombrelli in Birmania (1912)
- Benares, la città sacra (1912)
- Combattimento di galli (1912)
- Feste indiane (1912)
- Usi e costumi in India (1912)
- Passione slava (1919)
- La vita delle api (1926)
- La vita del grillo campestre (1926)
- Il dono della vita (1930)
- Dall'uovo alla gallina (1930)
- La vita delle formiche (1931)
- Gloria (1934)
- Uno sguardo al fondo marino (1936)

### Scénariste
- Les Derniers Jours de Pompéi, de Luigi Maggi (1908)
- La girondola di fuoco, de Eugenio Testa (it) (1920)
- Canaglia dorata (it), de Achille Consalvi (1921)

### Directeur de la photographie
- Les Derniers Jours de Pompéi, de Luigi Maggi (1908)
- Ave Maria, de Gerardo De Sarro (1913)